# ワン・パブリッシング
株式会社ワン・パブリッシング（ONE PUBLISHING Co.,Ltd.）は、日本の出版社。

## 概要
2020年7月1日に株式会社学研プラスのメディアビジネス部門が営むメディア事業の会社分割により、学研プラスと株式会社日本創発グループの共同出資会社として発足。
2022年4月1日付けで第三者割当増資引受により株式会社日本創発グループの子会社になった。
2024年6月30日付けで株式の追加取得により株式会社日本創発グループの完全子会社となった。

## 主な刊行物

### 定期誌
- GetNavi（毎月24日発売）
- WATCHNAVI（2,5,8,11月の22日発売）
- CAPA（毎月20日発売）
- TV LIFE（隔週水曜日発売）
- BOMB（毎月9日発売）
- ムー（毎月9日発売）
- 歴史群像（奇数月6日発売）
- ドゥーパ！（奇数月8日発売）

### 刊行終了雑誌
- 上沼恵美子のおしゃべりクッキング
- POTATO（2025年7月発売分をもって休刊[4]）

## ウェブメディア
- GetNavi web
- WATCHNAVI salon
- CAPA CAMERA web
- TV LIFE web
- BOMB web
- webムー
- FYTTE web
- 学研キッズネット
- @Living